# Siccité des boues
La siccité des boues est déterminée par un indice utilisé dans le domaine de l’épuration des eaux usées.
Les boues sont constituées d’eau et de matières sèches. La siccité est le pourcentage massique de matière sèche. Ainsi une boue avec une siccité de 10 % présente une humidité de 90 %.
La siccité est évaluée par différence de pesée entre un échantillon de matière brute homogène et le résidu sec obtenu après passage en étuve à 105°C pendant 2 heures minimum et vérification de l'absence de variation de masse de l'extrait sec. Elle s'exprime généralement en pourcentage pondéral. À l'inverse, on parlera de taux d'humidité (teneur en eau?).
C’est un paramètre important notamment dans le cadre des données concernant le traitement des eaux et en particulier l'épuration des eaux usées. En effet la siccité est une caractéristique physique des boues : Masse de matière Brute = Masse de matières sèche + Masse Eau, avec Masse Matière Sèche = Masse Matière Organique + Masse Matière Minérale. 

## Source
- dictionnaire-environnement
- GC856-01 Assainissement des eaux. Hiver 2010. Devoir 1